# Platyrhynque de Traylor
Tolmomyias traylori
Espèce
Statut de conservation UICN

 LC  : Préoccupation mineure
Le Platyrhynque de Traylor (Tolmomyias traylori), aussi appelé Platyrhynque à yeux orange et Tyranneau de Traylor, est une espèce de passereaux de la famille des Tyrannidae,,.

## Nomenclature
Son nom commémore l'ornithologue américain Melvin Alvah Traylor Jr. (1915 - 2008).

## Distribution
Cet oiseau vit dans les régions tropicales du sud de la Colombie et du nord-est du Pérou, au nord de l'Amazone,,.

## Systématique
Cette espèce est monotypique selon la classification de référence du Congrès ornithologique international (version 9.1, 2019).